# Major Dundee
Major Dundee és una pel·lícula estatunidenca de 1965 dirigida per Sam Peckinpah i protagonitzada per Charlton Heston, Richard Harris i James Coburn. Ha estat doblada al català.

## Argument
Territori de Nou Mèxic, novembre de 1864: el major Charles Amos Dundee, del 3r Regiment de Cavalleria de l'US Army, decideix llançar-se a la persecució del cap Apatxe Sierra Chariba, que acaba d'aniquilar un destacament dels seus soldats i els habitants d'un ranxo. Sense prevenir els seus superiors, recluta voluntaris entre els presoners de guerra sudistes i els presos que custodia. Enrola en particular el capità de cavalleria sudista d'origen irlandès Benjamin Tyreen- antic company del major que ha estat exclòs del seu regiment, ja que havia matat un oficial en un duel. El major formava part del jurat que el va jutjar. En total, el major parteix amb un destacament compost d'homes de la seva guarnició, de presoners confederats dirigits pel seu ancià amic, diversos escoltes indis i alguns mercenaris. La petita tropa segueix els indis, i haurà de travessar el sud de Texas, on patrulla la cavalleria confederada - i una bona part del nord de Mèxic, on les tropes de l'expedició francesa a Mèxic s'enfronten amb els guerrillers de Benito Juarez.

## Repartiment
- Charlton Heston: Major Amos Charles Dundee
- Richard Harris: Capità Benjamin Tyreen
- James Coburn: Samuel Potts
- Michael Anderson Jr.: Tim Ryan
- Jim Hutton: Tinent Graham
- Senta Berger: Teresa Santiago
- Mario Adorf: Sergent Gomez
- Brock Peters: Aesop
- Warren Oates: O.W. Hadley
- Ben Johnson: Sergent Chillum
- R.G. Armstrong: Reverend Dahlstrom
- L.Q. Jones: Arthur Hadley
- Slim Pickens: Wiley
- Michael Pate: Sierra Charriba
- Karl Swenson: Capità Waller
- John Davis Chandler: Jimmy
- Dub Taylor: Priam
- Albert Carrier: Capità Jacques Tremaine
- José Carlos Ruiz: Riago
- Aurora Clavel: Melinche
- Begonia Palacios: Linda
- Enrique Lucero: Doctor Aguilar
- Francisco Reyguera: Vell Apatxe

## El rodatge
Peckinpah és l'home del després, arriba després de la gran època del western clàssic i el seu cinema perllonga aquest classicisme destruint-lo. Les seves pel·lícules no són la resposta del western americà al western italià, sinó una recuperació dels arguments clàssics treballada per un cineasta dels anys 1960, marcat per l'obertura intel·lectual d'Amèrica després del descobriment de les cambres de gas, de la guerra de Corea i del començament del Vietnam. És el verdader hereu de John Ford, què agrada particularment i amb qui té nombrosos temes en comú (amistats, relació amb la naturalesa, sorgiment de la violència en la comunitat...). Duel a les terres altes va ja en aquest sentit, Major Dundee és el primer western de la fi del western clàssic. Simbòlicament, la pel·lícula s'obre sobre l'assassinat d'un membre de la cavalleria i de noies pels indis, que cremen després un poble. La càmera filma les cases enceses que il·lustren el treball de Peckinpah: tirar la vella arquitectura, cremar les convencions.
Peckinpah no desitjava acabar la pel·lícula en el sentit clàssic. Desitjava que la persecució de l'indi Chariba no parés mai, amb Dundee fins al final de la seva bogeria. Evidentment, va ser agafada per la producció que el va forçar a rodar un final, una mica artificial per a certs crítics. Va lliurar llavors un muntatge de quatre hores que van ser reduïts a dos. Peckinpah no aconsegueix fer valer les seves opinions malgrat el suport de Charlton Heston. La pel·lícula va ser un fracàs comercial terrible que va fer molt mal a la reputació de Peckinpah.
La pel·lícula implica, tanmateix, seqüències formidables que ensenyen el geni de Peckinpah: la massacre del començament, l'escena on Dundee travessa una cort plena de soldats confederats, la mort d'O W. Hadley, interpretat per Warren Oates, el combat de cavalleria del final...